# イェスタ・ペーテルソン
イェスタ・ペーテルソン（Gösta Pettersson、1940年11月23日- ）は、スウェーデン・アリングソース（ヴェストラ・イェータランド県）出身の自転車競技選手。イェスタ・フォーグルム（Gösta Fåglum）とも呼ばれ、また、他の3人の兄弟（ステューレ、エリック、トーマス）も自転車競技選手であり、フォーグルム4兄弟とも呼ばれた。イェスタ自身は長男である。

## 経歴

### アマチュア時代
1963年、イェスタ、ステューレ、エリックの3人で挑んだロードレースのチームタイムトライアルのスウェーデン国内選手権優勝。なお後に、このトリオで、同大会同種目7連覇を達成することになる。
翌、1964年、東京オリンピックのロードチームタイムトライアルに出場することになった。しかし同大会は4人編成のため、3兄弟に加え、スヴェン・ハムリンも加わることになったが、銅メダル獲得。また同年の世界選手権自転車競技大会・個人ロードレースでは3位に入っている。
1967年、末弟のトーマスも加わり、フォーグルム4兄弟で挑んだ、世界選手権自転車競技大会・100kmロードチームタイムトライアルで見事優勝。1968年の世界選手権同種目も制した。
同年のメキシコオリンピックにおいても4兄弟で挑み、金メダルの期待がかけられたが、ヨープ・ズートメルク、レネ・パイネンらを擁するオランダに敗れ銀メダルとなった。また、メキシコオリンピックでは個人ロードレースにも出場し、銅メダルを獲得。
1969年の世界選手権チームタイムトライアルにおいて3連覇を達成。だが、4兄弟で挑んだ戦いはこの年が最後となった。
この年、イェスタはスウェーデン国内選手権ロードレースの三冠（個人ロード、個人タイムトライアル、チームタイムトライアル）も達成したが、これを契機にアマチュア選手としてピリオドを打つことを決意。
1970年、フェッレッティチームと契約を結び、30歳でプロ転向となった。

### プロ時代
プロ初年度の1970年のツール・ド・ロマンディで総合優勝を果たした他、同年のツール・ド・フランスでも総合3位と健闘。
1971年のジロ・デ・イタリアでは、第18ステージ終了後にマリア・ローザを獲得するや、そのまま最後まで守りきって総合優勝を果たした。なお、2010年現在、グランツールにおいてスウェーデン国籍選手が総合優勝を果たしたケースは、この1回限りである。この他の同年の主な実績として、パリ～ニース総合2位、ミラノ～サンレモ3位などがある。
また、1974年のツール・ド・スイスでは総合2位となったが、同年を最後に現役を退いた。